# Тамхосров
Тамхосров или Тамхусро («сильный Хосров», в византийских источниках — Ταμχοσρώ or Ταμχοσρόης, Тамхосрос) — сасанидский полководец VI в. Участник римско-персидских войн, один из ключевых полководец шаха Хосрова I.

## Биография

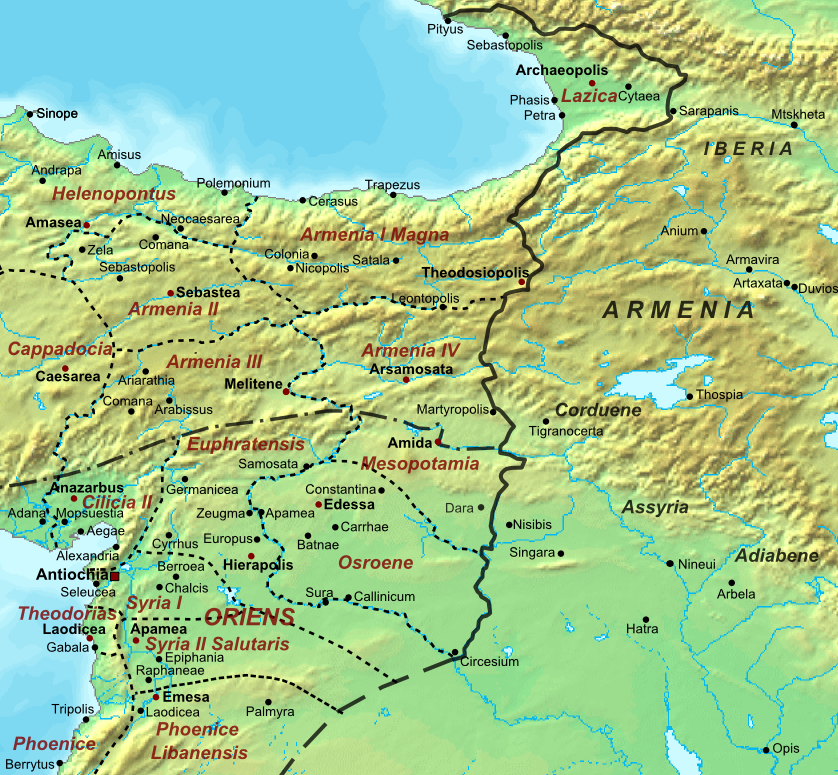
Византийско-персидская граница.

Впервые Тамзосров появляется в начале 575 г. В 574 г. было заключено годовое перемирие, прервавшее шедшую уже два года войну между государством Сасанидов и Восточной Римской империей, в то время как велись переговоры о заключении ещё более длительного перемирия. В то время как персы настаивали на пятилетнем перемирии, римские эмиссары настаивали на трехлетнем. Чтобы оказать давление на византийцев, персидский генерал Махбод приказал Тамхосрову провести атаку, в ходе крупного набега были разграблены территории вокруг Дары в северной Месопотамии. Вскоре после этого было заключено трехлетнее перемирие в обмен на ежегодную выплату византийцами 30 тыс. золотых солидов.
В результате перемирия боевые действия были переориентированы на персидскую Армению; там византийцы добились значительных успехов, отразив крупное персидское вторжение под предводительством шаха Хосрова и захватив большую часть страны. Переговоры о мире возобновились и, казалось, вот-вот должны были завершиться на выгодных римлянам условиях в 577 г., когда Тамхосров возглавил серию экспедиций в Армению и победил вражеского полководца Юстиниана. После этого персы отказались от переговоров. В 578 г. Тамхосров остался в Армении в качестве главного командира. Поскольку его войско численно уступало силам военного магистра Армении Маврикия, после манёвра в направлении Феодосиополя он совершил внезапный рейд на юг и разграбил области вокруг Мартирополя и Амиды. Однако его решение подверглось критике со стороны персов из-за неопытности, и он был отозван и заменен Варазом Взуром.
Однако к 581 году Тамхосров дослужился до должности марзбана и командовал персидской армией в северной Месопотамии. После провала очередного раунда мирных переговоров Тамхосров вместе с Адармаханом вторглись на римскую территорию и направились к городу Константина. Маврикий, который ожидал и готовился к такому нападению, со своей армией в июне 582 г. за пределами города принял сражение, в котором сасанидская армия потерпела тяжелое поражение, и Тамхосров был убит.